# Муњава
Муњава је насељено место у сјеверној Лици, у саставу општине Јосипдол, Карловачка жупанија, Република Хрватска.

## Име
Муњава је добила име по истоименој реци дужине 7,1 km која протиче кроз село.

## Географија
Муњава се налази јужно од Јосипдола на путу за Плашки.

## Историја

### Други свјетски рат
У селу Муњави, срез Огулин, извршено је масовно убијање Срба које су усташе похапсили по разним местима. Клање је обављено у основној школи. Ту је поклан огроман број Срба, јер је преко школског прага који је врло висок, текла крв из школе.

## Становништво
На попису становништва 2011. године, насеље Муњава је имала 237 становника.

### Број становника по пописима
| Националност   | 2011. | 2001. | 1991. | 1981. | 1971. | 1961. | 1953. | 1948. | 1931. | 1921. | 1910. | 1900. | 1890. | 1880. | 1869. | 1857. |
| бр. становника | 237   | 198   | 228   | 218   | 217   | 229   | 228   | 226   | 333   | 301   | 268   | 266   | 275   | 173   | 243   | 329   |

### Национални састав
| Националност       | 2001.        | 1991.        | 1981.        | 1971.        | 1961.        |
| Хрвати             | 104 (52,52%) | 58 (25,43%)  | 63 (28,89%)  | 62 (28,57%)  | 62 (27,07%)  |
| Срби               | 89 (44,94%)  | 147 (64,47%) | 127 (58,25%) | 153 (70,50%) | 141 (61,57%) |
| Југословени        | —            | 11 (4,82%)   | 26 (11,92%)  | 1 (0,46%)    | 21 (9,17%)   |
| остали и непознато | 5 (2,52%)    | 12 (5,26%)   | 2 (0,91%)    | 1 (0,46%)    | 5 (2,18%)    |
| Укупно             | 198          | 228          | 218          | 217          | 229          |

## Попис 1991.
На попису становништва 1991. године, насељено место Муњава је имало 228 становника, следећег националног састава:
| Попис 1991.‍  | Попис 1991.‍  | Попис 1991.‍ | Попис 1991.‍ | Попис 1991.‍ |
| ------------ | ------------ | ----------- | ----------- | ----------- |
|              |              |             |             |             |
| Срби         | Срби         |             | 147         | 64,47%      |
| Хрвати       | Хрвати       |             | 58          | 25,43%      |
| Југословени  | Југословени  |             | 11          | 4,82%       |
| неопредељени | неопредељени |             | 12          | 5,26%       |
| укупно: 228  |              |             |             |             |

## Историја
У старом веку ову област је насељавало илирско племе Јапода. Верује се да се Јаподско насеље Мелетум налазило у околини Муњаве. У периоду 33-35 године пре нове ере, римски император Октавијан је освојио територију Јапода и прикључио област Римском царству.
У седмом веку нове ере Словени насељавају ово подручје и оснивају насеље Модруш у околини Јосипдола. Просторе у овом крају су насељавали Хрвати. У петнаестом веку насеље припада грофовији Франкопана када се и први пут помиње под називом Новаци (1486. године). Продором Турака, после Крбавске битке, већи део Хрватског становништва се сели на север и запад тако да простор између Муњаве и Плашког је био релативно пуст. Почетком седамнаестог века Срби насељују ове крајеве. Три Српска кнеза Радоја Љубишић, Петар Тадешковић, и Паун Лалић 1609. године су затражила од надвојводе у Грацу да населе крајеве око Плашког испод Капеле, између Бриња и Огулина, и око вода Дретуље и Јасенице. У молби наводе како би пребегли из Босне са 532 душе, од којих 190 војника. После првог насељења, групе Срба су се насељавале 1610, 1611, 1612, 1639, 1642, 1655. и 1666. године.
До територијалне реорганизације у Хрватској налазила се у саставу бивше велике општине Огулин.

## Култура
У Муњави се налази православна црква „Св. Архангела Михајла и Гаврила“ саграђена у првој половини деветнаестог века (између 1838. и 1841. године). Црква је првобитно била саграђена од брвана и налазила се испод брда Тројврх у селу Кокани код места Војновац. Црквене власти су у првој половини 18. века одлучиле да се црква премести из села Кокани у Јосипдол, с обзиром да је у Јосипдолу било више православног становништва у односу на место Кокани. У Јосипдолу је већ постојала римокатоличка црква Свети Јосип која се налазила с десне стране од раскрснице према железничкој станици, тако да је патријаршија у Плашком одлучила да је у Јосипдолу потребно изградити и једну православну цркву. Црква је требало да буде изграђена на старој цести, од раскрснице лево око 600 метара, са десне стране, где се и данас налази изграђени објекат за становање свештеника.
У првој половини 18. века почело је премештање цркве из села Кокани у Јосипдол. Црква је растављена и превожена локалним путем од Кокана до старе цесте, а затим старом цестом преко брда Питоми Јавор, села Церовник и Поповић. На путу кроз село Поповић точак на једним запрежним колима се сломио. Веровало се да је то знак да црква треба да буде изграђена на том месту, па је донета одлука да се црква не превози даље у Јосипдол, него да се у селу Поповић изгради црква од камена.
За време Другог светског рата, по капитулацији Италије, у септембру 1943. године, Италијани су запалили цркву и околне српске куће. Срећом, у пожару је уништена само унутрашњост, олтар и намештај, али црква није изгорела у потпуности. По завршетку Другог светског рата, црква је обновљена добровољним прилозима становништва. Уведена је струја, замењена кровна конструкција, обновљен је и окречен торањ. Црква припада парохији Муњава којој припадају и Јосипдол, Поповића село, Шегани, Манојловићи и Подвељун.
У Муњави је рођен епископ жички Стефан Боца који је ту и завршио основну школу.